# Andheri
Andheri est la plus grande banlieue de Mumbai, Inde. Comme les autres banlieues et quartiers de Mumbai, Andheri, aussi, est divisée en deux parties – l’est et l’ouest.

## Quartiers résidentiels
Les principaux quartiers résidentiels à Andheri sont :

### Andheri (Ouest)
- Andheri Cooperative Housing Society
- C.D. Barfiwala Marg
- Dhake Colony
- D.N. Nagar
- Four Bungalows
- Lokhandwala Complex
- Millat Nagar
- Oshiwara
- Seven Bungalows
- Versova (Fishing Village)
- Yari Road

### Andheri (Est)
- Bamanwada
- Chakala
- Gundavali
- J.B. Nagar
- Kalpataru Estate
- Koldongri
- Kondivita
- Mahakali
- Marol
- Poonam Nagar
- Kalpita Enclave
- MIDC
- Old Nagardas Road
- Parsiwada
- Pump House
- Saki Naka
- Sahar
- Saki village
- Sher-e-Punjab Colony
- Takshila
- Telly Gully
- Verma Nagar

## Quartiers Commerciaux
Andheri est un des quartiers commerciaux les plus importants de Mumbai. Les principaux quartiers commerciaux sont :
- Andheri (West)
  - Laxmi Industrial Estate
  - Shah Industrial Estate (Veera Desai Road)
- Andheri (East)
  - CEPZ
  - MIDC Andheri
  - Saki Naka

## Centres de formation

### Écoles
- Andheri (West)
  - Arya Vidya Mandir School
  - Bhavans A.H. Wadia High School
  - Bombay Cambridge High School
  - Cosmopolitan Education Society
    - Cosmopolitan Primary and Pre-Primary School
    - Sheth Chunilal Damodaras Barfivala High School

  - Gyan Kendra High School
  - Hansraj Morarji Public School
  - Jamnabai Narsee School
  - Jankidevi High School
  - Maneckji Cooper High School
  - Rajhans Vidyalaya
  - Sheth M.A. High School
  - Shree Ram Welfare Society's High School
  - St. Blaise High School (Amboli)
  - Swami Muktananda High School
  - Versova Welfare High School
  - Utpal Shanghvi School
- Andheri (East)
  - Divine Child High School
  - Holy Family High School
  - Marol Education Academy's High School (Marol)
  - Our Lady of Health High School (Sahar)
  - Paranjpe Vidyalaya
  - St. John The Evangelist High School (Marol)
  - St. Dominic Savio High School

### Instituts
- Andheri (West)
  - Bhartiya Vidya Bhavan group of institutions:
    - Bhavan's College : This was inaugurated in 1946 by Sardar Vallabhbhai Patel.
    - Sardar Patel College of Engineering
    - S.P. Jain Management Institute

  - Valia College of Commerce and Arts
- Andheri (East)
  - Shri Chinai College of Commerce & Economics
  - Tolani College of Commerce